# سیارک ۱۳۴۹۴
سیارک ۱۳۴۹۴ (به انگلیسی: 13494 Treiso، نامگذاری:1985RT)۱۳۴۹۴مین سیارک کشف شده‌است که در ۱۴ سپتامبر ۱۹۸۵ کشف شد.